# 大韦伊凯
大韦伊凯，是匈牙利托尔瑙州所辖的一个村，总面积7.77平方公里，总人口156，人口密度20.1人/平方公里（2010年1月1日）。